# Kompania graniczna KOP „Hawrylczyce”

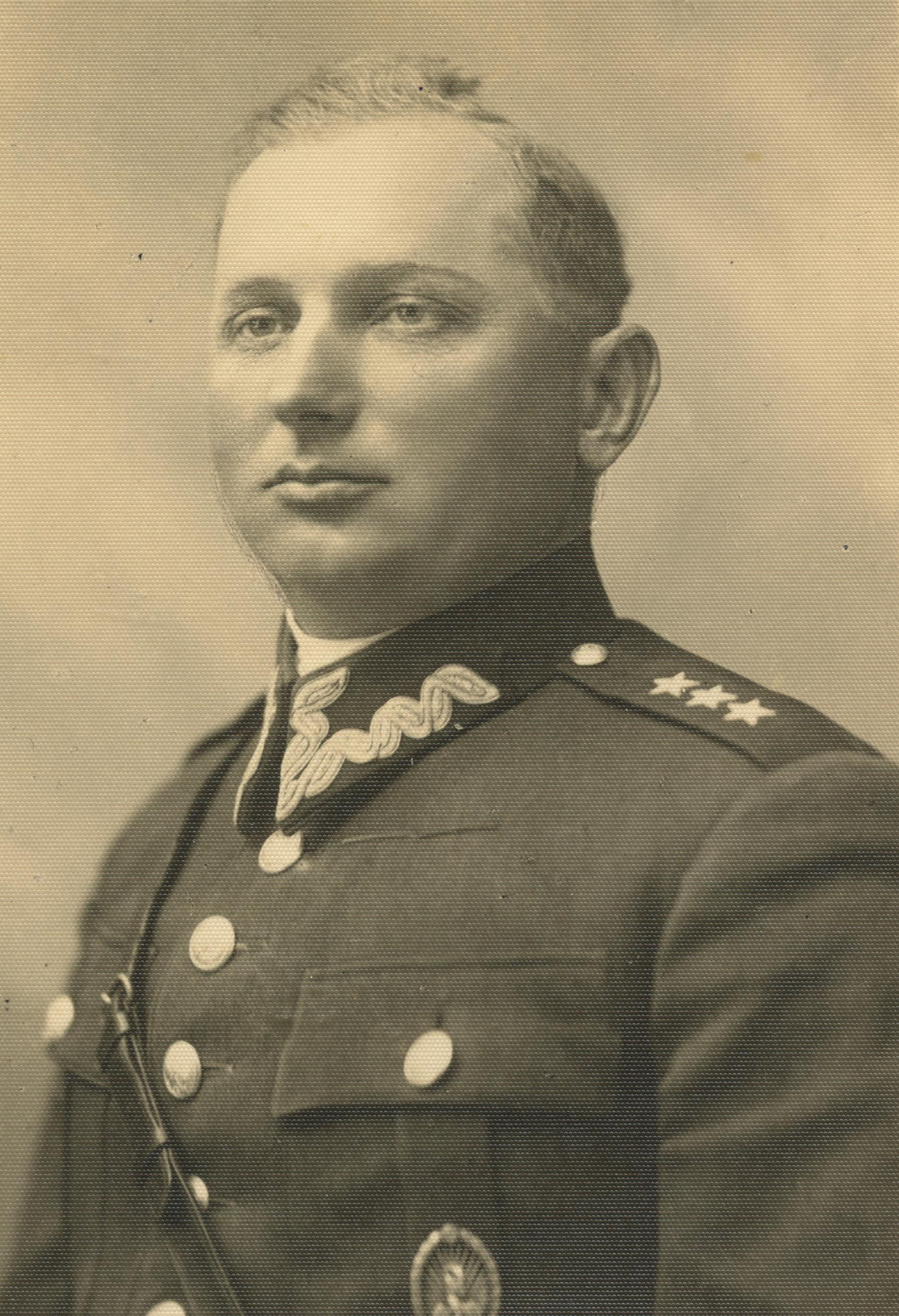
Kapitan Jan Fleischmann - jeden z dowódców kompanii „Pieszczanka”.

Kompania graniczna KOP „Hawrylczyce” – pododdział graniczny Korpusu Ochrony Pogranicza.

## Formowanie i zmiany organizacyjne
Na podstawie rozkazu Ministra Spraw Wojskowych nr 1600/tjn./O.de B/25, w drugim etapie organizacji Korpusu Ochrony Pogranicza, w terminie do 1 marca 1925 sformowano 15 batalion graniczny , a w jego składzie 3 kompanię graniczną KOP „Pieszczanka”. W 1930 kompania nadal podlegała dowódcy 15 batalionu KOP „Ludwikowo”.
W listopadzie 1936 kompania liczyła 2 oficerów, 9 podoficerów, 5 nadterminowych i 98 żołnierzy służby zasadniczej.
W 1939 3 kompania graniczna KOP „Hawrylczyce” podlegała dowódcy batalionu KOP „Ludwikowo”.

## Służba graniczna
Podstawową jednostką taktyczną Korpusu Ochrony Pogranicza przeznaczoną do pełnienia służby ochronnej był batalion graniczny. Odcinek batalionu dzielił się na pododcinki kompanii, a te z kolei na pododcinki strażnic, które były „zasadniczymi jednostkami pełniącymi służbę ochronną”, w sile półplutonu. Służba ochronna pełniona była systemem zmiennym, polegającym na stałym patrolowaniu strefy nadgranicznej i tyłowej, wystawianiu posterunków alarmowych, obserwacyjnych i kontrolnych stałych, patrolowaniu i organizowaniu zasadzek w miejscach rozpoznanych jako niebezpieczne, kontrolowaniu dokumentów i zatrzymywaniu osób podejrzanych, a także utrzymywaniu ścisłej łączności między oddziałami i władzami administracyjnymi. Miejscowość, w którym stacjonowała kompania graniczna, posiadała status garnizonu Korpusu Ochrony Pogranicza.
3 kompania graniczna „Hawrylczyce” w 1935 ochraniała odcinek granicy państwowej szerokości 18 kilometrów 200 metrów. Po stronie sowieckiej granicę ochraniała zastawa „Wieliczkowicze” z komendantury „Starobin” .
Kompanie sąsiednie:
- 2 kompania graniczna KOP „Przewłoka” ⇔ 1 kompania graniczna KOP „Rachowicze” – 1928[8], 1929[9], 1931[7] , 1932[10], 1934[11]
- 2 kompania graniczna KOP „Przewłoka” ⇔ 2 kompania graniczna KOP „Grabów” – 1938[12]

## Struktura organizacyjna
Strażnice kompanii „Pieszczanka” w 1928
- strażnica KOP „Pieszczanka”[d]
- strażnica KOP „Mysino”
- strażnica KOP „Wiejno”
- strażnica KOP „Dobre”

Strażnice kompanii „Pieszczanka” w latach 1929–1934 
- strażnica KOP „Wilk”[e]
- strażnica KOP „Mysino”
- strażnica KOP „Wiejno”
- strażnica KOP „Dobre”[f] (Dobro[11])

Strażnice kompanii „Hawrylczyce” w 1938
- strażnica KOP „Wilk”
- strażnica KOP „Mysino”
- strażnica KOP „Dobre”
- strażnica KOP „Rachowicze”[g]

Organizacja kompanii „Hawrylczyce” 17 września 1939:
- dowództwo kompanii
- pluton odwodowy
- 1 strażnica KOP „Wilk”
- 2 strażnica KOP „Mysino”
- 3 strażnica KOP „Dobre”
- 4 strażnica KOP „Chutor Rachowicze”

## Dowódcy kompanii
- kpt. Jan Fleischmann (był na dzień 1.1.1931)
- kpt. Czesław Kaptur[h] (- 1939)